# Архиепархия Гаваны
Архиепархия Сан-Кристобаль-де-Ла-Гавана (лат. Archidioecesis Avanensis) — архиепархия Римско-Католической церкви с центром в городе Гаване, столице Кубы. В митрополию Сан-Кристобаль-де-Ла-Гавана входят епархии Матансаса и Пинар-дель-Рио. Кафедральным собором архиепархии Сан-Кристобаль-де-Ла-Гавана является Собор Святого Христофора. С 26 апреля 2016 года архиепископ Сан-Кристобаль-де-Ла-Гавана — кардинал Хуан де ла Каридад Гарсия Родригес.

## История
Святой Престол учредил католическую епархию в Гаване 10 сентября 1787 года, буллой In universalis Ecclesiae regimine папы римского Пия VI, получив территорию от епархии Сантьяго-де-Куба (ныне архиепархия). Первоначально епархия был суффраганной архиепархии Санто-Доминго.
- 25 апреля 1793 года епархия уступила часть своей территории в пользу учреждённой епархии Луизианы и обеих Флорид (ныне — архиепархия Нового Орлеана);
- 24 ноября 1803 года в силу буллы In universalis Ecclesiae regimine папы Пия VII епархия стала частью церковной провинции архиепархии Сантьяго-де-Куба;
- 20 февраля 1903 года епархия уступила часть своей территории в пользу учреждённых епархий Пинар-дель-Рио и Сьенфуэгоса;
- 10 декабря 1912 года епархия уступила часть своей территории в пользу учреждённой епархии Матансаса;
- 6 января 1925 года была возведена в ранг архиепархии-митрополии буллой Inter praecipuas папы римского Пия XI.

## Ординарии
- епископ Felipe José de Tres-Palacios y Verdeja — (30 марта 1789 — 16 сентября 1799);
- епископ Juan José Díaz de Espada y Fernánez de Landa — (11 августа 1800 — 12 августа 1832);
- епископ Francisco Fleix Soláus — (14 января 1846 — 22 сентября 1864 назван архиепископом Таррагоны);
- епископ Jacinto María Martínez y Sáez, O.F.M.Cap. † (27 марта 1865 — 31 октября 1873);
- епископ Apolinar Serrano y Díaz — (23 сентября 1875 — 15 июня 1876);
- епископ Ramón Fernández Piérola y Lopez de Luzuriaca — (4 сентября 1879 — 17 марта 1887 назван епископом Авилы);
- епископ Manuel Santander y Frutos — (17 марта 1887 — 24 ноября 1899);
- епископ Донато Раффаэле Сбарретти Тацца — (9 января 1900 — 16 сентября 1901 назван титулярным архиепископом Гортины);
- епископ Pedro Ladislao González y Estrada — (16 сентября 1903 — 3 января 1925);
- архиепископ José Manuel Dámaso Rúiz y Rodríguez — (30 марта 1925 — 3 января 1940);
- кардинал Мануэль Артега-и-Бетанкур — (28 декабря 1941 — 20 марта 1963);
- архиепископ Evelio Díaz y Cía — (21 марта 1963 — 26 января 1970);
- архиепископ Francisco Ricardo Oves Fernández — (26 января 1970 — 28 марта 1981);
- кардинал Хайме Лукас Ортега-и-Аламино — (21 ноября 1981 — 26 апреля 2016);
- кардинал Хуан де ла Каридад Гарсия Родригес — (26 апреля 2016 — по настоящее время).

## Суффраганные диоцезы
- Диоцез Матансаса;
- Диоцез Пинар-дель-Рио.

## Источник
- Annuario Pontificio, Ватикан, 2011.